# Річард Джордж Звейфел
Річард Джордж Звейфел (англ. Richard George Zweifel; 5 листопада 1926 — 25 листопада 2019) — американський герпетолог, автор зоологічних таксонів. Спеціалізувався на вивченні земноводних південно-західних штатів США.
Звейфель працював у Американському музеї природознавства з 1954 по 1989 рік. Очолював департамент герпетології у 1968—1980 роки.

## Шанування
На його честь названо таксони:
- вид жаб Lithobates zweifeli Hillis, Frost, and Webb, 1984
- вид жаб Cophixalus zweifeli Davies & McDonald, 1998
- вид жаб Xenorhina zweifeli Kraus & Allison, 2002
- вид черв'яг Oscaecilia zweifeli Taylor, 1968
- вид змій Enhydrina zweifeli Kharin, 1985
- підвид змій Erythrolamprus reginae zweifeli Rivas et al. 2012